# Rio Suzuki
Rio Suzuki (n. 21 iulie 2009) este o jucătoare de hochei pe gheață ce a reprezentat Japonia, medaliată olimpică. A participat la 0 ediții ale Jocurilor Olimpice () în care a câștigat 1 medalie de argint.